# Nycteris thebaica
Nycteris thebaica, egyptisk klyvsvans, är en fladdermusart som beskrevs av E. Geoffroy 1818. Nycteris thebaica ingår i släktet hålnäsor, och familjen Nycteridae. Inga underarter finns listade i Catalogue of Life. Wilson & Reeder (2005) skiljer mellan 8 underarter.

## Utseende
Denna fladdermus blir med svans 83 till 168 mm lång och har en vingspann av 270 till 307 mm. Vikten varierar mellan 6,5 och 16 g. Den långa och lena pälsen har på ovansidan en grå-, röd- eller brunaktig färg medan undersidan är ljusgrå till vitaktig. Pälsen är allmänt ljusare än hos andra hålnäsor. På huvudet förekommer stora öron som är större än huvudet själv. Däremot är örats hudflik (tragus) liten. Svansen är omsluten av flygmembranen mellan bakbenen (uropatagium). Den har liksom hos andra hålnäsor vid spetsen en tvärs gående del som bildar ett T. Tandformeln är I 2/3 C 1/1 P 1/2 M 3/3, alltså 32 tänder.

## Utbredning och habitat
Arten beskrevs efter en individ från Egypten. Artepitet i det vetenskapliga namnet syftar på den forntida staden Thebe. Nycteris thebaica har en stor utbredning i Afrika söder om Sahara. Den saknas där bara i täta regnskogar (till exempel vid Kongofloden) samt i mycket torra regioner. I nordöst sträcker sig utbredningsområdet till södra Libanon. Dessutom finns avskilda populationer på sydvästra Arabiska halvön, i södra Libyen och i nordvästra Marocko.
Nycteris thebaica lever i låglandet och i bergstrakter upp till 2000 meter över havet. Den föredrar torra och fuktiga savanner som habitat men besöker även angränsande landskap.

## Ekologi
Denna fladdermus vilar vanligen i grottor och bildar där små kolonier med 10 till 30 medlemmar. Ibland ingår upp till 100 individer i kolonin. Dessutom används gruvor, vägtrummor, bergssprickor, byggnader, trädens håligheter och bon av jordsvinet (Orycteropus afer) som sovplats. Enligt andra observationer kan arten bilda stora kolonier tillsammans med andra fladdermöss och dessa kolonier kan ha tusen medlemmar. Arten utför ibland större vandringar men deras syfte är inte utrett.
Nycteris thebaica jagar på kvällen eller under natten insekter och andra ryggradslösa djur med hjälp av ekolokalisering, hörseln och synen. Födans sammansättning är beroende på region och årstid. Arten fångar sina byten under flyget eller plockar de från grunden.
Parningstiden är beroende på utbredningsområdet. I Sydafrika sker parningen oftast i juni. Vanligen vilar det befruktade ägget 16 dagar innan dräktigheten börjar. Efter 2,5 till 3 månader föds en enda unge. Nyfödda hålnäsor väger cirka 6 g. De diar sin mor ungefär två månader. När modern letar efter föda håller sig ungen fast i hennes päls. Livslängden för arten är okänd men allmänt har småfladdermöss (Microchiroptera) ett ganska långt liv.

## Nycteris thebaicaoch människor
Individer som hölls i fångenskap har vanligen ett kort liv. De vägrar dricka vatten och dör av vätskebrist.
Habitatförstörelse är ett potentiellt hot för arten. Avskilda populationer vid Medelhavet påverkas negativ när människor besöker deras grottor. Arten är vanligt förekommande i andra delar av utbredningsområdet. IUCN kategoriserar Nycteris thebaica globalt som livskraftig.